# کانتون پوتومایو
کانتون پوتومایو (به اسپانیایی: Cantón Putumayo) یک منطقهٔ مسکونی در اکوادور است که در استان ساکومبیوس واقع شده‌است.